# Leucogramma hypenoides
Leucogramma hypenoides är en fjärilsart som beskrevs av William Schaus 1906. Leucogramma hypenoides ingår i släktet Leucogramma och familjen nattflyn. Inga underarter finns listade i Catalogue of Life.